# ルカシュ・クボット
ルカシュ・クボット（Łukasz Kubot, ポーランド語発音: [ˈwukaʂ ˈkubɔt], 1982年5月16日 - ）は、ポーランド・ボレスワヴィェツ出身の男子プロテニス選手。ATPツアーでシングルスの優勝はないが（準優勝2度）、ダブルスでは2014年全豪オープンと2017年ウィンブルドン選手権での優勝を含め、27勝を挙げている。自己最高ランキングはシングルス41位、ダブルス1位。身長191cm、体重86kg。ルーカシュ・クボト表記もみられる。

## 選手経歴

### 2000年 ツアー参戦
クボットは2000年からATPツアーの下部のATPチャレンジャーツアーを回り始める。

### 2001年 デビス杯参戦
2001年から男子テニス国別対抗戦デビスカップポーランド代表になった。

### 2002年 プロ転向
2002年にプロ転向。クボットがデビスカップ代表選手になった時、ポーランド代表はヨーロッパ・アフリカ・ゾーンのグループ3まで落ちていた。クボットは2002年にポーランドをユーロアフリカン・ゾーン・グループ3優勝に導いたが、その1回戦ではキプロス代表と対戦し、ダブルスでマルコス・バグダティスとその兄ペトロスの組に勝ったこともある。

### 2003年
2003年からポーランドはヨーロッパ・アフリカ・ゾーンのグループ2に入り、2010年に同ゾーンのグループ1入りを果たした。これまでにクボットはデビスカップで「23勝7敗」（シングルス19勝7敗、ダブルス4勝0敗）の成績を挙げてきたが、最近はほとんどシングルス戦に起用されている。

### 2006年 グランドスラム3回戦進出
そのクボットが初めて世界的に知られるようになったのは、2006年全米オープンの3回戦進出であった。クボットは初めて予選3試合を勝ち抜き、ポーランドの男子テニス選手として11年ぶりの本戦出場を果たす。1995年全仏オープンでヴォイチェフ・コヴァルスキが1回戦でギー・フォルジェに敗退した試合の後、ポーランド人の男子テニス選手は4大大会の男子シングルス本戦に出場できなかった。本戦では1回戦で第32シードのクリストフ・フリーヘンを破り、ノアム・オクンと対戦した2回戦にも勝って、第7シードのニコライ・ダビデンコとの3回戦まで勝ち進んだ。ダビデンコには4-6, 1-6, 1-6のストレートで完敗した。

### 2009年 ツアーダブルス初優勝 ATPファイナルズダブルス初出場
2009年、クボットはオリバー・マラチとペアを組み、ダブルスの分野で著しい躍進を見せた。全豪オープン男子ダブルスで、2人は第3シードのマヘシュ・ブパシ/マーク・ノールズ組との準決勝まで勝ち進む。4月12日、2人のペアはハサン2世グランプリダブルス決勝でシーモン・アスペリン/ポール・ハンリー組を破り、クボットはここで男子ツアー大会のダブルス初優勝を決めた。クボットとマラチは2009年の男子ツアーダブルスで年間3勝を挙げ、ツアー年間最終戦ATPワールドツアー・ファイナルのダブルス部門にも出場資格を獲得した。シングルスでは、5月初頭のセルビア・オープン大会でノバク・ジョコビッチに敗れ準優勝（同大会はマラチとのダブルス優勝により、単複両部門の決勝進出）。全仏オープンで久々にシングルスの予選を通過した。これはポーランドの男子選手として1995年のコヴァルスキ以来14年ぶりの全仏本戦出場であり、1回戦でビクトル・トロイツキに6-3, 3-6, 4-6, 7-6(4), 3-6で敗れた。

### 2010年 グランドスラム4回戦進出
2010年全豪オープンで、クボットは初めてシングルスの本戦直接出場を果たし、4回戦まで勝ち進んだ。3回戦の対戦相手だったミハイル・ユージニーが棄権したため、クボットは不戦勝で4回戦に進み、第3シードのノバク・ジョコビッチに1-6, 2-6, 5-7で敗れた。ポーランド人男子選手による4大大会シングルス4回戦進出は、1982年全仏オープンのヴォイチェフ・フィバク以来28年ぶりの快挙となった。

### 2011年 グランドスラム4回戦進出
2011年全仏オープンでは予選から勝ち上がり、1回戦で第11シードのニコラス・アルマグロを3-6, 2-6, 7-6(3), 7-6(5), 6-4の逆転で破り全仏での初勝利を挙げ3回戦まで進出した。ウィンブルドン選手権でも予選から勝ち上がり、3回戦で第9シードのガエル・モンフィスを6-3, 3-6, 6-3, 6-3で破り自己最高の4回戦に進出している。

### 2012年 ロンドン五輪初出場
2012年のロンドン五輪でオリンピックに初出場した。シングルス1回戦でグリゴール・ディミトロフに3-6, 6-7(4)で敗れた。

### 2013年 ウィンブルドンベスト8
2013年ウィンブルドン選手権では初めて4大大会シングルスでベスト8に進出した。準々決勝ではポーランドの後輩であるイェジ・ヤノヴィッツに5-7, 4-6, 4-6で敗れた。

### 2014年 全豪ダブルス初優勝
2014年全豪オープン男子ダブルスではロベルト・リンドステットと組み男子ダブルスの決勝に進出した。決勝ではエリック・ブトラック/レイベン・クラーセン組を 6–3, 6–3 で破り初の4大大会タイトルを獲得した。

### 2017年 ウィンブルドンダブルス初優勝
2017年のウィンブルドン選手権男子ダブルスでマルセロ・メロとペアを組み第4シードで出場。決勝でオリバー・マラチ/マテ・パビッチに5-7, 7-5, 7-6, 3-6, 13-11で優勝。

## ATPツアー決勝進出結果

### シングルス: 2回 (0勝2敗)
| 大会グレード                            |
| グランドスラム (0-0)                    |
| ATPワールドツアー・ファイナル (0-0)     |
| ATPワールドツアー・マスターズ1000 (0-0) |
| ATPワールドツアー・500シリーズ (0-0)    |
| ATPワールドツアー・250シリーズ (0–2)    |

| サーフェス別タイトル |
| ハード (0-0)         |
| クレー (0-2)         |
| 芝 (0-0)             |
| カーペット (0-0)     |

| 結果   | No. | 決勝日        | 大会               | サーフェス | 対戦相手                     | スコア      |
| ------ | --- | ------------- | ------------------ | ---------- | ---------------------------- | ----------- |
| 準優勝 | 1.  | 2009年5月10日 | ベオグラード       | クレー     | ノバク・ジョコビッチ         | 3–6, 6–7(0) |
| 準優勝 | 2.  | 2010年2月14日 | コスタ・ド・サイペ | クレー     | フアン・カルロス・フェレーロ | 1–6, 0–6    |

### ダブルス: 25回 (15勝10敗)
| 結果   | No. | 決勝日         | 大会               | サーフェス        | パートナー                     | 対戦相手                                                  | スコア                    |
| ------ | --- | -------------- | ------------------ | ----------------- | ------------------------------ | --------------------------------------------------------- | ------------------------- |
| 準優勝 | 1.  | 2007年4月23日  | カサブランカ       | クレー            | オリバー・マラチ               | ジョーダン・カー ダビド・シュコッホ                       | 6–7(4), 6–1, [4–10]       |
| 準優勝 | 2.  | 2007年10月28日 | リヨン             | カーペット (室内) | ロブロ・ゾブコ                 | セバスチャン・グロジャン ジョー＝ウィルフリード・ツォンガ | 4–6, 3–6                  |
| 準優勝 | 3.  | 2009年2月23日  | アカプルコ         | クレー            | オリバー・マラチ               | フランティシェク・チェルマク ミハル・メルティナク         | 6–4, 4–6, [7–10]          |
| 優勝   | 1.  | 2009年4月11日  | カサブランカ       | クレー            | オリバー・マラチ               | シーモン・アスペリン ポール・ハンリー                     | 7–6(4), 3–6, [10–6]       |
| 優勝   | 2.  | 2009年5月4日   | ベオグラード       | クレー            | オリバー・マラチ               | ヨハン・ブルンストロム ジャン＝ジュリアン・ロイヤー       | 6–2, 7–6(3)               |
| 優勝   | 3.  | 2009年11月1日  | ウィーン           | ハード (室内)     | オリバー・マラチ               | ユリアン・ノール ユルゲン・メルツァー                     | 2–6, 6–4, [11–9]          |
| 優勝   | 4.  | 2010年2月6日   | サンティアゴ       | クレー            | オリバー・マラチ               | ポティート・スタラーチェ オラシオ・セバジョス             | 6–4, 6–0                  |
| 準優勝 | 4.  | 2010年2月14日  | コスタ・ド・サイペ | クレー            | オリバー・マラチ               | パブロ・クエバス マルセル・グラノリェルス                 | 5–7, 4–6                  |
| 優勝   | 5.  | 2010年2月27日  | アカプルコ         | クレー            | オリバー・マラチ               | ファビオ・フォニーニ ポティート・スタラーチェ             | 6–0, 6–0                  |
| 優勝   | 6.  | 2010年9月25日  | ブカレスト         | クレー            | フアン・イグナシオ・チェラ     | マルセル・グラノリェルス サンティアゴ・ベントゥーラ       | 6–2, 5–7, [13–11]         |
| 準優勝 | 5.  | 2011年2月5日   | サンティアゴ       | クレー            | オリバー・マラチ               | マルセロ・メロ ブルーノ・ソアレス                         | 3–6, 6–7(3)               |
| 準優勝 | 6.  | 2012年4月29日  | ブカレスト         | クレー            | ジェレミー・シャルディー       | ロベルト・リンドステット ホリア・テカウ                   | 6–7(2) , 3–6              |
| 準優勝 | 7.  | 2012年5月20日  | ローマ             | クレー            | ヤンコ・ティプサレビッチ       | マルセル・グラノリェルス マルク・ロペス                   | 3–6, 2–6                  |
| 優勝   | 7.  | 2012年7月15日  | シュトゥットガルト | クレー            | ジェレミー・シャルディー       | ミハル・メルティナク アンドレ・サ                         | 6–1, 6–3                  |
| 優勝   | 8.  | 2013年3月2日   | アカプルコ         | クレー            | ダビド・マレーロ               | シモーネ・ボレッリ ファビオ・フォニーニ                   | 7-5, 6-2                  |
| 優勝   | 9.  | 2014年1月25日  | 全豪オープン       | ハード            | ロベルト・リンドステット       | エリック・ブトラック レイベン・クラーセン                 | 6–3, 6–3                  |
| 優勝   | 10. | 2015年6月14日  | スヘルトーヘンボス | 芝                | イボ・カルロビッチ             | ニコラ・マユ ピエール＝ユーグ・エルベール                 | 6-2, 7-6(11)              |
| 優勝   | 11. | 2015年7月26日  | ボースタード       | クレー            | ジェレミー・シャルディー       | フアン・セバスティアン・カバル ロベルト・ファラ           | 6–7(6), 6–3, [10–8]       |
| 優勝   | 12. | 2015年9月27日  | メス               | ハード (室内)     | エドゥアール・ロジェ＝バセラン | ニコラ・マユ ピエール＝ユーグ・エルベール                 | 2–6, 6–3, [10–7]          |
| 優勝   | 13. | 2015年10月25日 | ウィーン           | ハード (室内)     | マルセロ・メロ                 | ジェイミー・マリー ジョン・ピアーズ                       | 4–6, 7–6(3), [10–6]       |
| 準優勝 | 8.  | 2016年5月1日   | エストリル         | クレー            | マルチン・マトコフスキ         | エリック・ブトラック スコット・リプスキー                 | 4–6, 6–3, [8–10]          |
| 準優勝 | 9.  | 2016年6月19日  | ハレ               | 芝                | アレクサンダー・ペヤ           | レイベン・クラーセン ラジーブ・ラム                       | 6–7(5), 2–6               |
| 準優勝 | 10. | 2016年7月24日  | ワシントンD.C.     | ハード            | アレクサンダー・ペヤ           | ダニエル・ネスター エドゥアール・ロジェ＝バセラン         | 6–7(3), 6–7(4)            |
| 優勝   | 14. | 2016年10月30日 | ウィーン           | ハード (室内)     | マルセロ・メロ                 | オリバー・マラチ ファブリス・マルタン                     | 4–6, 6–3, [13–11]         |
| 優勝   | 15. | 2017年7月15日  | ウィンブルドン     | 芝                | マルセロ・メロ                 | オリバー・マラチ マテ・パビッチ                           | 5–7, 7–5, 7–6, 3–6, 13–11 |

## シングルス成績
略語の説明
| W | F | SF | QF | #R | RR | Q# | LQ | A | Z# | PO | G | S | B | NMS | P | NH |

W=優勝, F=準優勝, SF=ベスト4, QF=ベスト8, #R=#回戦敗退, RR=ラウンドロビン敗退, Q#=予選#回戦敗退, LQ=予選敗退, A=大会不参加, Z#=デビスカップ/BJKカップ地域ゾーン, PO=デビスカップ/BJKカッププレーオフ, G=オリンピック金メダル, S=オリンピック銀メダル, B=オリンピック銅メダル, NMS=マスターズシリーズから降格, P=開催延期, NH=開催なし.
| 大会           | 2005 | 2006 | 2007 | 2008 | 2009 | 2010 | 2011 | 2012 | 2013 | 2014 | 2015 | 2016 | 通算成績 |
| -------------- | ---- | ---- | ---- | ---- | ---- | ---- | ---- | ---- | ---- | ---- | ---- | ---- | -------- |
| 全豪オープン   | LQ   | A    | LQ   | LQ   | LQ   | 4R   | 2R   | 1R   | 1R   | 1R   | LQ   | A    | 3–5      |
| 全仏オープン   | LQ   | LQ   | LQ   | A    | 1R   | 1R   | 3R   | 3R   | 2R   | 1R   | 1R   | A    | 5–7      |
| ウィンブルドン | LQ   | LQ   | LQ   | LQ   | LQ   | 2R   | 4R   | 2R   | QF   | 3R   | 3R   | A    | 12–6     |
| 全米オープン   | LQ   | 3R   | LQ   | A    | A    | 1R   | A    | 1R   | 1R   | A    | A    | A    | 2–4      |

※: 2010年全豪3回戦と2013年全英2回戦の不戦勝は通算成績に含まない